# Bernardino Speroni
Bernardino Speroni (Padova, ... – Padova, 1528) è stato un medico italiano.
Nacque nella nobile casa Speroni degli Alvarotti nella seconda metà del secolo XV secolo. Fu lettore straordinario di Medicina all'Università degli Studi negli ultimi anni del Quattrocento. Divenne ordinario coadiutore giungendo poi alla cattedra di medicina. Conteso da tutti gli illustri della sua patria e di Venezia, per la sua larga fama Leone X lo volle a Roma come suo personale archiatra da sempre tenere appreso di se. Si sposò con Lucia Contarini ed ebbe tre figli, Bartolomeo, Giulio ed il celebre letterato Sperone. Curò anche il Maresciallo di Francia Odet de Foix su ordine del doge Leonardo Loredan, profondo amico dello Speroni. Morì nel 1528 e venne sepolto nel sepolcro degli Alvarotti nella Cattedrale di Padova. Il sigillo, ora disperso riportava: BERNARDINO . SPERONIO . ALVAROTTO - MEDICO . NOBILISSIMO - BARTH. ET . SPER ET . IVL1VS . FILII - PIETATIS . ET . ERVDITIONIS . ERGO